# Nathu La
Nathu La (nepali नाथू ला, transliteracja Nāthū Lā; tybet. རྣ་ཐོས་ལ་; chiń. 乃堆拉山口, Nǎiduīlā Shānkǒu) – przełęcz w Himalajach położona na granicy indyjsko-chińskiej, łącząca indyjski stan Sikkim z Tybetańskim Regionem Autonomicznym należącym do Chińskiej Republiki Ludowej. Przełęcz o wysokości 4310 metrów nad poziomem morza jest częścią antycznego jedwabnego szlaku. W języku tybetańskim Nathu oznacza „słuchające uszy”, a La – „przełęcz”. Inne nazwy przełęczy to: Ntula, Natu La, Nathula i Natula.
Nathu La jest jednym z czterech punktów wymiany handlowej pomiędzy Chinami a Indiami. Pozostałe trzy to: Shipkila w Himachal Pradesh, Lipulekh (lub Lipulech) w Uttarakhand oraz Jelap La, 5 kilometrów na południe od Nathu La. Handel został wstrzymany przez Indie po wojnie chińsko-indyjskiej w 1962 roku; wznowiono go w 2006 roku z podobnymi umowami handlowymi. Nawiązanie współpracy handlowej miało podbudować gospodarkę regionu i odegrać główną rolę we wzrastającym handlu chińsko-indyjskim. Obecna umowa zawarta pomiędzy Indiami i Chińską Republiką Ludową ogranicza handel do 29 typów towarów eksportowanych z Indii do Chin i 15 importowanych z ChRL do Indii. Otwarcie tego szlaku skróciło także czas podróży do ważnych z punktu widzenia hinduizmu i buddyzmu miejsc.

## Historia

### Pierwotne znaczenie
Nathu La znajduje się na 563 kilometrze starego jedwabnego szlaku (południowego odgałęzienia historycznego jedwabnego szlaku) i łączy Lhasę w Tybecie z równinami bengalskimi na południu Indii. W 1815 roku wartość handlu wzrosła po tym, jak Brytyjczycy dokonali aneksji terytoriów należących pierwotnie do mieszkańców Sikkim, Nepalu i Bhutanu. Potencjał Nathu La został wykorzystany w 1873 po tym, jak komisarz Dardżyling opublikował raport o strategicznym znaczeniu gór położonych między Sikkim i Tybetem. W grudniu 1893 roku monarcha Sikkim i władcy Tybetu podpisali porozumienie o wzroście handlu między tymi dwoma państwami. Porozumienie osiągnęło punkt kulminacyjny w 1894 roku, kiedy to wymiana handlowa została rozpoczęta.

Prowincja Sikkim z zaznaczonym położeniem przełęczy Nathu La

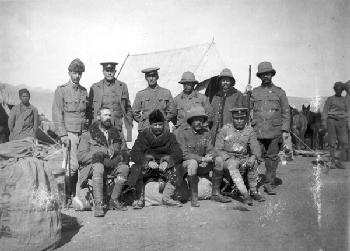
Brytyjska ekspedycja prowadzona przez majora Francisa Younghusbanda
(na dole – pośrodku)

Nathu La odegrała kluczową rolę w latach 1903–1904 podczas brytyjskich ekspedycji do Tybetu, który starał się przeciwstawiać rosyjskiemu imperium we wtrącaniu się do jego wewnętrznych spraw i dzięki temu uzyskać zakaz wkraczania Rosjan na ich teren. W 1904 roku major Francis Younghusband, sprawujący funkcję pełnomocnika rządu brytyjskiego w Tybecie, stanął na czele udanej misji, której celem było przejście Nathu La i przejęcie Lhasy. To doprowadziło do stworzenia punktów handlowych w Gyangzê i Gartok w Tybecie i dało Brytyjczykom kontrolę nad otaczającą doliną Chumbi. W listopadzie 1904 roku Chiny i Wielka Brytania zatwierdziły porozumienie akceptujące handel pomiędzy Sikkim i Tybetem.
W 1947 roku powszechne głosowanie w sprawie przyłączenia Sikkim do Indii, które dopiero co uzyskały niepodległość, zakończyło się fiaskiem, a Jawaharlal Nehru, ówczesny premier Indii, zgodził się na nadanie stanowi Sikkim statusu protektoratu indyjskiego. Mieszkańcy Sikkim zgodzili się być narodem zależnym, a wojskom indyjskim pozwolili na obsadzenie granic, w tym przełęczy Nathu La. W tym okresie ponad 1000 mułów i 700 ludzi zaangażowanych było w handel graniczny przez Nathu La. W 1949 roku, kiedy tybetański rząd wydalił mieszkających tam obywateli Chińskiej Republiki Ludowej, większość z nich powróciła do rodzinnych stron drogą prowadzącą przez Nathu La, Sikkim i Kalkutę.
Ze względu na brak możliwości podróżowania pociągiem bądź samolotem, w latach 50. XX wieku przełęcz Nathu La została wykorzystana przez kilku dostojników w celu przekroczenia granicy chińsko-indyjskiej pomiędzy Tybetem a Sikkim. Dalajlama XIV (Tenzin Gyatso) użył przełęczy, aby odbyć podróż do Indii, gdzie w listopadzie 1956 oraz lutym 1957 odbyły się uroczystości związane z 2500. urodzinami Buddy Siakjamuni. 1 września 1958 roku Nehru, jego córka – Indira Gandhi oraz Palden Thondup Namgyal (ostatni król Sikkim) wykorzystali przełęcz Nathu La, aby przedostać się do zlokalizowanego w pobliżu Bhutanu.

### Konflikt chińsko-indyjski
Po tym jak Chińska Republika Ludowa przejęła kontrolę nad Tybetem w 1950 i stłumiła tybetańskie powstanie w 1959, przełęcze prowadzące do Sikkim stały się drogą dla uciekinierów opuszczających Tybet. W czasie wojny chińsko-indyjskiej w 1962 Nathu La była świadkiem potyczek pomiędzy żołnierzami obu krajów. Wkrótce przełęcz zamknięto i pozostała ona niedostępna przez ponad cztery dekady.
Pomiędzy 7 a 13 września 1967 Chińska Armia Ludowo-Wyzwoleńcza i armia indyjska prowadziły sześciodniową walkę o granicę, włącznie z użyciem ciężkiej artylerii. W 1975 Sikkim przyłączono do Indii i Nathu La stała się częścią indyjskiego terytorium. Strona chińska odmówiła przyjęcia do wiadomości faktu połączenia.
W 1988 roku, premier Indii Rajiv Gandhi odwiedził Pekin, gdzie uznał chińskie zwierzchnictwo nad Tybetem. W 1993 Jyoti Basu, ówczesny Chief Minister indyjskiego Bengalu Zachodniego, rozpoczął kampanię na rzecz ponownego otwarcia szlaku Lhasa–Kalimpong, który prowadził przez Jelepla, ale kampania nie przyniosła efektów. Następnego roku wizyta premiera P.V. Narasimha Rao w Chinach doprowadziła do dalszych rozmów na temat otwarcia przełęczy. Rozmowy były bezowocne, z uwagi na kwestie bezpieczeństwa podniesione przez indyjską armię.
W latach 90. XX w. Indie i Chiny sygnowały dwustronne porozumienia dotyczące handlu, które to nakreśliły kierunek do otwarcia przełęczy. W grudniu 1991 Indie i Chiny podpisały Memorandum on the Resumption of Border Trade (Memorandum o wznowieniu handlu granicznego); następnie, w czerwcu 1992 podpisano Protocol on Entry and Exit Procedures for Border Trade (dokument określający procedury w handlu granicznym). Te dwa dokumenty zawierały postanowienia dotyczące wymiany handlowej za pośrednictwem Nathu La. 23 czerwca 2003 Indie i Chiny podpisały Memorandum on Expanding Border Trade (Memorandum o rozszerzeniu handlu granicznego), które zabezpieczało pozycję Nathu La w handlu między Indiami i Chinami.

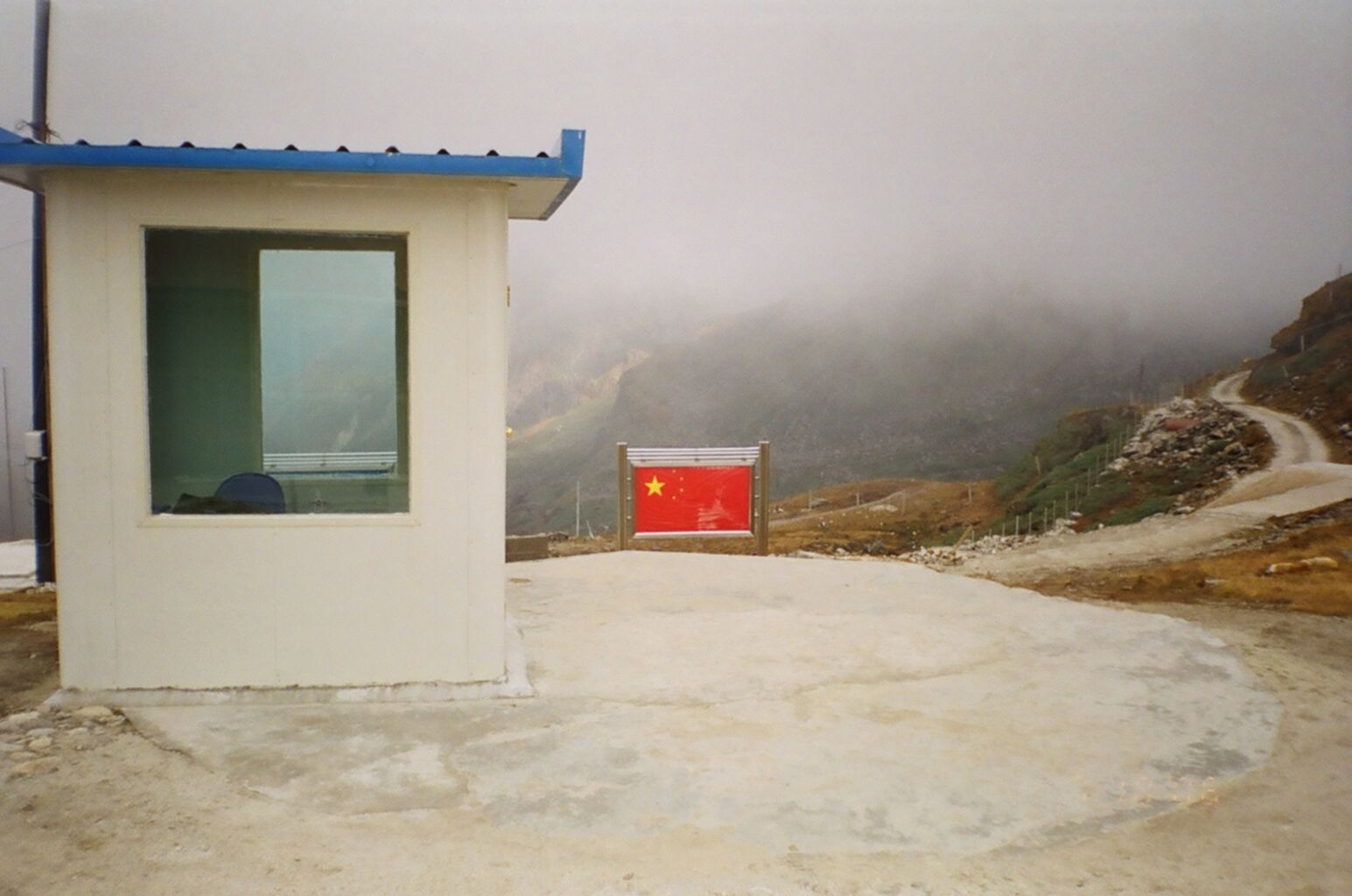
Chiński posterunek wojskowy w Nathu La

W 2003 roku, w związku z polepszeniem się relacji chińsko-indyjskich, premier Indii – Atal Bihari Vajpayee pojechał do Chińskiej Republiki Ludowej, aby wznowić rozmowy na temat otwarcia granicy. Rok później indyjski minister obrony narodowej pojechał do Chin w celu oficjalnego otwarcia przejścia granicznego. W okresie poprzedzającym otwarcie jedyną osobą, która mogła przekraczać granicę z drutu kolczastego, był chiński listonosz z indyjską eskortą wojskową, który wręczał pocztę swojemu indyjskiemu odpowiednikowi w budynku na granicy.

### Ponowne otwarcie przełęczy
Otwarcie, oryginalnie zaplanowane na 2 października 2005, opóźniło się z uwagi na wystąpienie tuż przed planowanym terminem problemów z infrastrukturą po stronie chińskiej. Ostatecznie po dekadzie rozmów Nathu La została otwarta 6 lipca 2006 roku. Data ponownego otwarcia zbiegła się z urodzinami Dalai Lamy i zostało to szeroko odebrane jako afront w stosunku do ruchu na rzecz wyzwolenia Tybetu. Dodatkowym rezultatem otwarcia było formalne uznanie przynależności Tybetu do Chin przez Indie oraz przyłączenia Sikkim do Indii.
Otwarcie przełęczy uczczono ceremonią po indyjskiej stronie, na którą przybyli przedstawiciele obu krajów, w tym Chief Minister Sikkim Pawan Kumar Chamling (główny gość), chiński ambasador w Indiach i szef administracji Tybetańskiego Regionu Autonomicznego – Champa Phuntsok. Delegacje stu handlarzy z Indii oraz stu z Tybetu przekroczyły granicę i udały się do odpowiednich ośrodków handlowych. Pomimo intensywnych opadów i zimnych wiatrów, na ceremonię przybyło wielu urzędników, lokalnych mieszkańców i reporterów. Ogrodzenie z drutu kolczastego między Indiami i Chinami zastąpiono szerokim na 10 metrów wykonanym w kamieniu traktem. Podjęto również decyzję, by uznać rok 2006 za rok przyjaźni chińsko-indyjskiej.

## Geografia

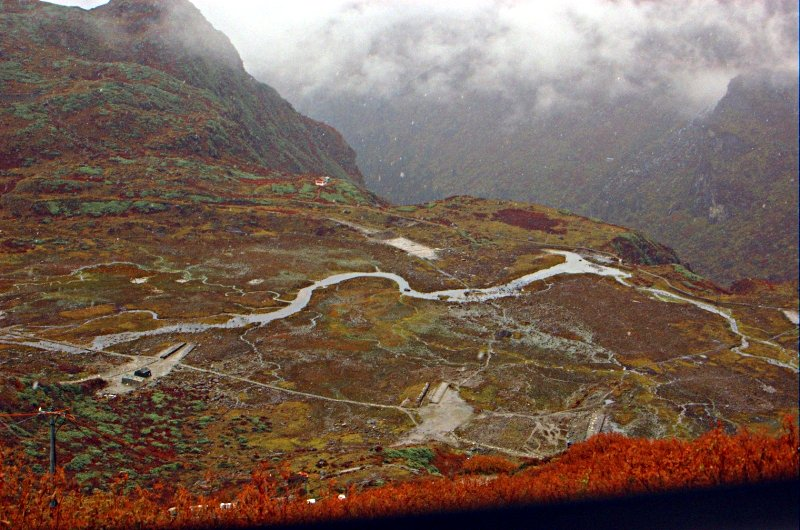
Geografia regionu

Przełęcz znajduje się w odległości 54 kilometrów (34 mil) na wschód od stolicy stanu Sikkim, Gangtok oraz w odległości 430 kilometrów (270 mil) od stolicy Tybetu, Lhasy. Nathu La znajduje się na terenie jednej z największych dróg handlowych na świecie, zwanej jedwabnym szlakiem. Zimą na terenie przełęczy występują duże opady śniegu, co utrudnia komunikację z innymi regionami. Ponieważ w Nathu La nie ma stacji meteorologicznej, systematyczne pomiary opadów atmosferycznych oraz temperatury nie są prowadzone. Mimo to wiadomo, że na pobliskich, wyższych szczytach Himalajów temperatura w lecie wynosi około 15 °C.
Nathu La ma dość płytką, nadmiernie odwadnianą, gruboziarnistą i ilastą glebę na stromych stokach (30–50%) ze żwirowo-iłową powierzchnią ze średnią ilością skał. Występuje umiarkowana erozja. W kilku miejscach istnieją osuwiska podatne na zsuwanie się ziemi. W celu ochrony delikatnego otoczenia Nathu La po indyjskiej stronie, rząd Indii reguluje ilość odwiedzających to miejsce turystów. Utrzymanie drogi jest powierzone Border Roads Organisation – części indyjskiej armii. Po chińskiej stronie przełęcz prowadzi do Doliny Chumbi na Wyżynie Tybetańskiej.

## Przyroda

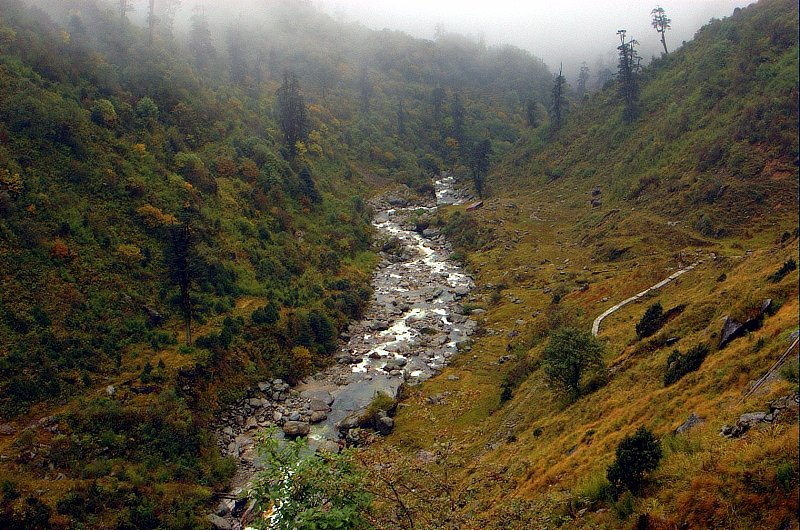
Roślinność regionu

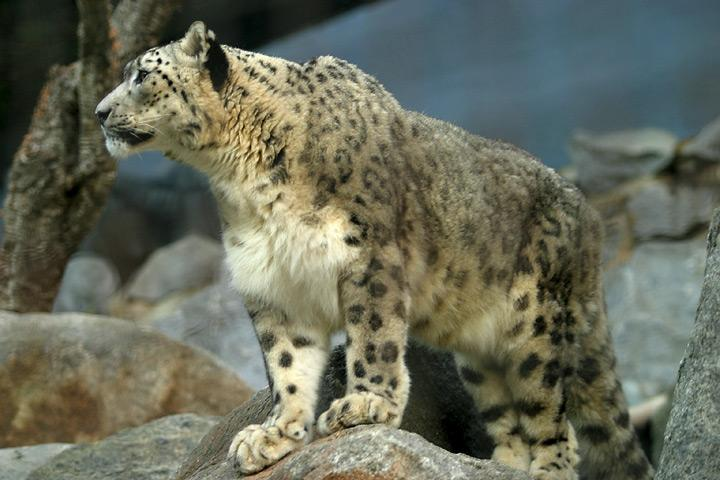
Pantera śnieżna

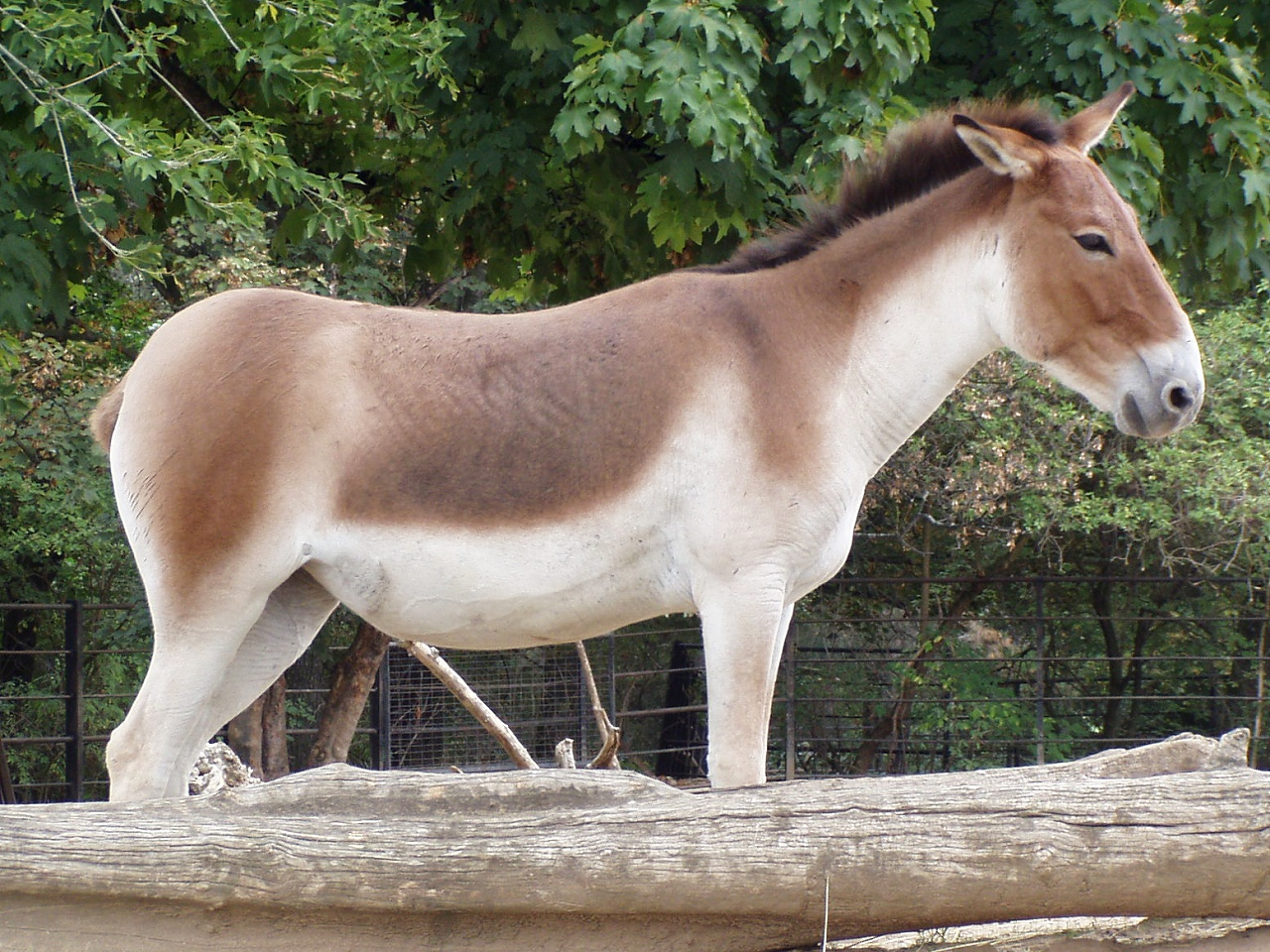
Kiang

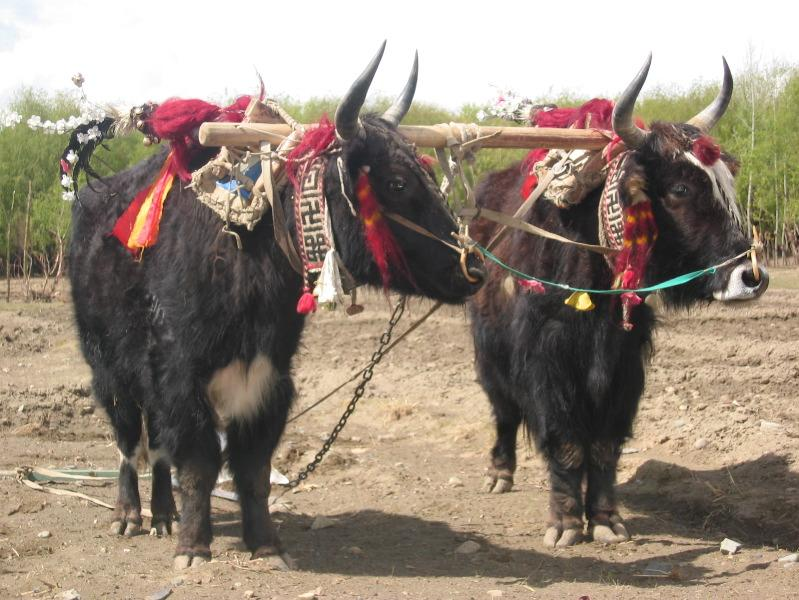
Para jaków

Ze względu na duże nachylenie stoków wokół przełęczy, roślinność zmienia się od podzwrotnikowego lasu u podstawy, poprzez poziom umiarkowany, do wilgotnego i suchego klimatu górskiego, a ostatecznie do zimnej tundry pozbawionej roślinności. Wokół Nathu La i strony tybetańskiej region porastają bardzo małe ilości roślin, nie licząc występujących gdzieniegdzie krzaków. Główne gatunki występujące w regionie to karłowate rododendrony (Rhododendron anthopogon, R. setosum) i jałowce.
Na łąkach spotyka się gatunki roślin takie jak wiechlina, mekonops, gnidosz, pierwiosnek i tojad. W regionie występuje czteromiesięczna pora, w czasie której trawy i zioła intensywnie rosną, co pozwala utrzymać się owadom oraz dzikim i udomowionym zwierzętom roślinożernym i ptactwu. W pobliskim Parku Narodowym Kyongnosla Alpine Sanctuary występują rzadkie, zagrożone gatunki storczykowatych i rododendronów wraz z wysokimi jałowcami i jodłami.
W regionie nie ma stałych osad, jednakże obie strony utrzymują do obrony granic znaczne ilości żołnierzy. Niewielka ilość tybetańskich pasterzy nomadów Dokpas wypasa jaki, owce i odmianę baranów, z których otrzymywana jest paszmina. Pastwiska są intensywnie wykorzystywane zarówno przez dziką zwierzynę, jak i zwierzęta hodowlane, co z racji niewielkiej ilości pożywienia prowadzi do ścisku. Jaki występujące w tym regionie w wielu wioskach są używane jako zwierzęta juczne.
Obszar wokół Nathu La zawiera wiele zagrożonych gatunków, w tym tybetańskie gazele Goa, pantery śnieżne, wilki tybetańskie, ułary tybetańskie, orłosępy, kruki, orły przednie i kazarki rdzawe.
Dzikie psy są uważane za istotne zagrożenie w regionie. Poza tym występowanie min lądowych w tym obszarze powoduje straty w populacjach jaków, kiangów i wilków tybetańskich.
Ptactwo składa się m.in. z różnych gatunków sójkowców zamieszkujących krzewy i ściółkę leśną. Niebieskie śpiewające drozdy i różne gatunki muchołówek można znaleźć przy wodospadach i górskich potokach. Z drapieżników można spotkać gajówki, tymaliowate, pełzaczowate, szlarniki, strzyżyk i łuszczaki.
W regionie występują także takie drapieżniki jak m.in.: orlik malajski, kaniuk, pustułki oraz bażanty: olśniak i kuropatnik nepalski.

## Gospodarka
Do roku 1962, kiedy przejście zamknięto, towary takie jak pióra, zegarki, zboże, bawełniane tkaniny, oleje jadalne, mydła, materiały budowlane oraz rozmontowane skutery i inne pojazdy były eksportowane do Tybetu przez przełęcz na grzbietach mułów. Dwieście mułów, z czego każdy niosący około 80 kg ładunku, było używanych do przewozu dóbr z Gangtok do Lhasy. Podróż taka zajmowała około 20–25 dni. W drodze powrotnej do Indii importowane były jedwab, nieobrobiona wełna, pojemniki pełne piżma, alkohol, klejnoty, złoto i srebro. Większa część handlu odbywała się za pośrednictwem ludu Marwari, który miał 95% z 200 przedsiębiorstw.
By ułatwić handel przez granicę, oba państwa założyły ośrodki handlowe w celu kontroli i pobierania cła: w Sherathang po stronie indyjskiej (6 km od Nathu La) oraz w Rinqingang po stronie tybetańskiej (10 km od Nathu La). Handel odbywa się w godzinach 7:30 – 15:30 czasu indyjskiego (IST). Sezon handlowy rozpoczyna się 1 czerwca i trwa do 30 września, gdy opady śniegu i zła pogoda uniemożliwiają przebycie przełęczy. Z każdej ze stron dozwolona jest działalność jedynie 100 handlarzy wraz z 60 ciężarówkami przewożącymi towar.
Strona chińska nie ustanowiła żadnych restrykcji w handlu przez granicę, lecz strona indyjska obłożyła importowane i eksportowane towary ścisłymi obostrzeniami. Z Indii wolno eksportować sprzęt rolniczy, koce, produkty z miedzi, ubrania, rowery, kawę, herbatę, jęczmień, ryż, mąkę, suszone owoce, warzywa, olej roślinny, melasę, słodycze, tytoń, tabakę, przyprawy, buty, naftę, materiały biurowe, sztućce, pszenicę, alkohol, produkty mleczne, jedzenie w puszkach, papierosy, miejscowe zioła, olej palmowy i artykuły żelazne. Eksport strony chińskiej jest ograniczony do baranich i owczych skór, wełny, nieprzetworzonego jedwabiu, ogonów i włosia jaków, gliny na porcelanę, boraksu, masła, soli, koni, baranów i owiec. Ograniczenia dotyczą również handlarzy, a zezwolenia dostają wyłącznie osoby, które mieszkały w stanie Sikkim przed połączeniem z Indiami w 1975.
Spodziewanym efektem ponownego otwarcia przełęczy jest wzrost gospodarczy regionu oraz znaczny rozwój wymiany handlowej między Indiami a Chinami, którego wartość w 2004 roku wyniosła 7 miliardów dolarów. Przed otwarciem przełęczy prawie cały transport odbywał się za pośrednictwem portu Tiencin oddalonego ponad 4000 km. Wraz z otwarciem przełęczy, dystans ten może zmaleć do 1200 km. Statystyki opublikowane przez tybetański urząd handlu pokazują, że przez 51 dni handlu w 2006 roku przez Nathu La przetransportowano towar o wartości 186.250 dolarów.

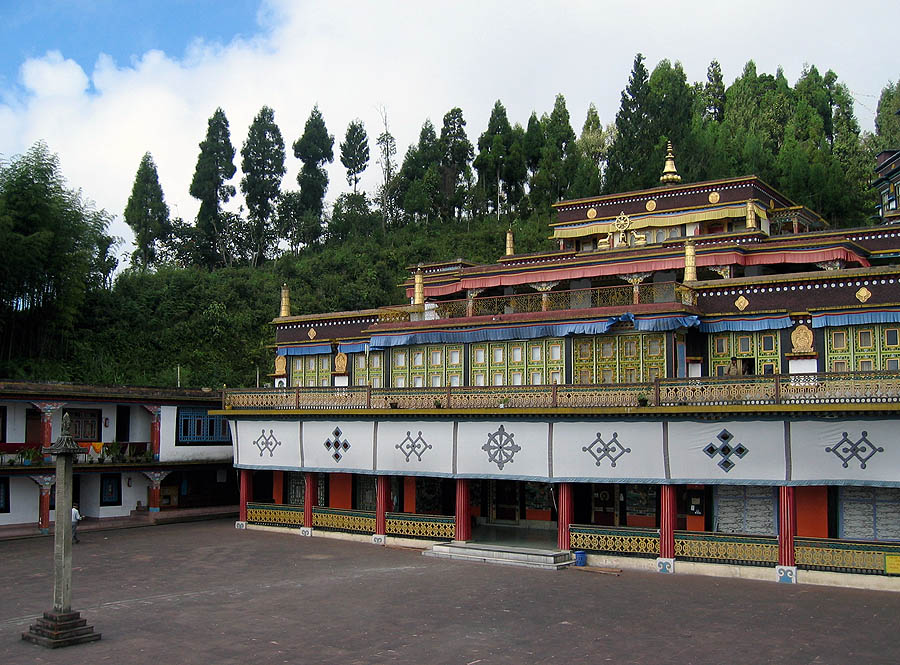
Pielgrzymi z Tybetu będą mogli odbyć pielgrzymkę do klasztoru Rumtek, jednego z najświętszych sanktuariów buddyzmu

Szacuje się, że wielkość handlu wzrośnie o prawie 15–20% w przeciągu dwóch lat od otwarcia Nathu La. Wartość przewożonych towarów ma wynieść około 44,6 miliona dolarów do 2007 i 2,6 miliarda dolarów do 2015. Przełęcz oferuje chińskim przedsiębiorstwom dostęp do portu w Kalkucie około 1100 km od Lhasy, który może służyć jako punkt tranzytowy na drodze do i z Tybetu.
Oczekuje się, że ponowne otwarcie przełęczy spowoduje napływ turystów chcących przekroczyć tu granicę. Obecne przewidywania wskazują, że otwarcie ruchu dla turystów nastąpi w 2012 roku. Po chińskiej stronie w 2006 okręg Yadong odwiedziło siedem tysięcy turystów, co przyniosło 1,67 miliona juanów (216.000 dolarów) zysku. Po indyjskiej stronie jedynie obywatele Indii mogą zwiedzać przełęcz w środy, czwartki, soboty i niedziele, po uzyskaniu dzień wcześniej zezwoleń w Gangtok.
Przełęcz byłaby szczególnym udogodnieniem dla pielgrzymów odwiedzających klasztory w Sikkim takie jak Rumtek, jedno z najświętszych sanktuariów buddyzmu. Dla Hindusów przełęcz skraca podróż do jeziora Mapam Yumco z piętnastu do dwóch dni.
Część handlarzy obawia się, że podaż na indyjskie towary znacznie spadnie, w chwili gdy Chiny uzyskają dostęp do rynku w Sikkim i Bengalu Zachodnim.
Ważnym problemem dla indyjskiego rządu jest przemyt produktów z dzikich zwierząt, takich jak tygrysie i lamparcie skóry i kości, woreczki żółciowe niedźwiedzi, skórki z wydr oraz wełna z cziru do Indii. Indyjski rząd rozpoczął program, mający na celu uczulić policję i inne służby na to zjawisko. Większość tego nielegalnego handlu odbywa się obecnie przez Nepal. Po stronie tybetańskiej dwie główne drogi – z Kangmaru do Yadong i z Yadong do Nathu La – wpisano na listę planów budowlanych Ministerstwa Transportu i Rozwoju Chińskiej Komisji Reform na 2006 rok. Istnieją także plany uruchomienia połączenia autobusowego z Gangtok do Lhasy oraz rozszerzenie kolei tybetańskiej do Yadong w przeciągu następnej dekady.

## Literatura dodatkowa
- Envis Team: Ecodestination of India-Sikkim Chapter. [w:] Eco-destinations of India [on-line]. The Environmental Information System (ENVIS), Ministry of Environment and Forest, Government of India, 2006-06-04. [dostęp 2006-12-01].
- Keshav Pradhan: Trading Heights. [w:] Times of India, Bombaj [on-line]. Bennett, Coleman & Co. Ltd., 2006-07-06. s. 10.
- Huggler, Justin, Coonan, Clifford: China reopens a passage to India. [w:] The Independent [on-line]. 2006-06-20. s. 124.
- Iftekharul Bashar: Indio-Chinese relations going back to Silk Route. Weekly Holiday, 2006-07-14. [dostęp 2007-07-16]. (Internet Archive)
- Carrington, Michael, „Officers Gentlemen and Thieves: The Looting of Monasteries during the 1903/4 Younghusband Mission to Tibet”, Modern Asian Studies 37, 1 (2003), pp 81–109.